# Jules Prick

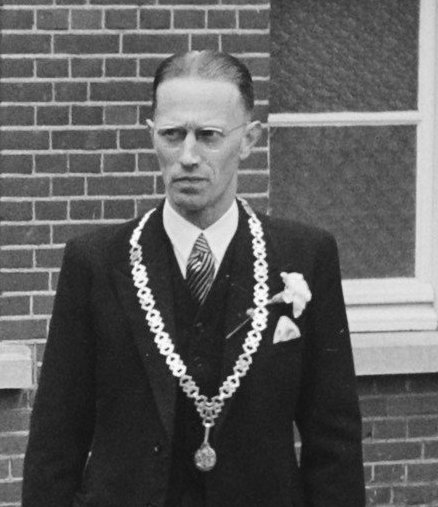
Burgemeester E.M.J. Prick (1952)

Emile Marie Joseph (Jules) Prick (Maastricht, 18 juni 1919 – Heerlen, 1 april 1973) was een Nederlands burgemeester.
Hij werd geboren als zoon van Matheus Josephus Gerardus Prick, provinciaal ambtenaar die het zou brengen tot referendaris, en Julia Elisabeth Antonia Duchateau. In 1936 ging hij werken bij de gemeentesecretarie van Heer. Hij zou daar, afgezien van een onderbreking voor zijn dienstplicht, tot begin 1945 werkzaam blijven. Daarna was hij onder andere directeur van de distributiekring Roermond. In april 1949 werd hij, in navolging van zijn grootvader Willem Prick, burgemeester en wel van Sint Odiliënberg. De toen 29-jarige Prick was destijds een van de jongste burgemeesters van Nederland. Vanaf juli 1951 was hij daarnaast burgemeester van Posterholt. In juni 1959 volgde zijn benoeming tot burgemeester van Schaesberg. Tijdens dat burgemeesterschap overleed Prick in 1973 op 53-jarige leeftijd.